# Lago Cämmerer
El lago Cämmerer (en alemán: Cämmerersee) es un lago situado en el distrito de Pomerania Occidental-Greifswald —junto a la costa del mar Báltico—, en el estado de Mecklemburgo-Pomerania Occidental (Alemania), a una altitud de 0.3 metros; tiene un área de 18 hectáreas.